# Памятник И. Н. Ульянову (Ульяновск)
Памятник И. Н. Ульянову — памятник Илье Николаевичу Ульянову. Находится в городе Ульяновске. Памятник монументального искусства федерального значения.

## История
В 1945 году на месте снесённого Покровского кладбища был разбит сад имени И. Н. Ульянова. 22 декабря 1955 года Ульяновский горсовет обсуждал вопрос «О состоянии исторических памятников г. Ульяновска». 16-м пунктом значилось: «решить вопрос об установлении в г. Ульяновске памятника И. Н. Ульянову, приурочив его открытие к 125-й годовщине со дня рождения И. Н. Ульянова (26 июля 1956 года)». Памятник, связанный с увековечением памяти Ильи Николаевича Ульянова (1831—1886), отца В. И. Ульянова (Ленина), выдающегося педагога-просветителя, директор народных училищ Симбирской губернии. Возведение монумента первоначально планировалось к 1956 году, к 125-летию Ильи Николаевича, но не успели, поэтому его установили на следующий год.

## Описание
В 1957 году в Ульяновске на улице 12 сентября был открыт памятник-бюст Илье Николаевичу Ульянову, созданный по проекту советского скульптора М. Г. Манизера и архитектора И. Е. Рожина. Памятник представляет собой двухфигурную скульптурную группу общей высотой 5,5 м, включающую бронзовый бюст И. Н. Ульянова в виц-мундире, установленный на высоком, постепенно сужающемся к верхней части постаменте (1,75 x 2,35 м), сложенном из плит светло-розового гранита, обработанном в лицевой части. С левой стороны в средней части постамента находится ниша, в которой помещена бронзовая фигура крестьянского мальчика-пастушка (высота 1,7 м), в длинной запоясанной рубахе на выпуск, с открытым воротом, и лаптях. В левой опущенной руке мальчик держит книгу-букварь, развёрнутую на зрителя. В правой приподнятой руке сжимает палку-посох, у ног фигуры сброшенная верхняя одежда, чепан и картуз — символы социального положения и долгого пути, проделанного ребёнком. В верхней части постамента помещена вырезанная в граните надпись в четыре строки: «ИЛЬЯ НИКОЛАЕВИЧ УЛЬЯНОВ 1831—1886». Общим основанием памятника служит квадратная цокольная площадка обработанных плит светло-розового гранита (4,05 x 4,65 м).
В 1990-х годах часть палки-посоха у подпасока был отломан вандалами.
Постановлением Совета Министров РСФСР «О дальнейшем улучшении дела охраны памятников культуры РСФСР» от 30.08.1960 г. № 1327, памятник Илье Николаевичу Ульянову, является объектом культурного наследия федерального значения.

## Памятник в филателии
- 1.12.1958 г. — художественный маркированный конверт (ХМК). Ульяновск. Памятник И. Н. Ульянову[10].
- 24.12.1965 г. — ХМК СССР. Ульяновск. Памятник И. Н. Ульянову[11].
- 09.12.1974 г. — ХМК СССР, 1974. Ульяновск. Памятник И. Н. Ульянову[12].
- 28.01.1986 г. — ХМК СССР. Ульяновск. Памятник И. Н. Ульянову.

## Галерея

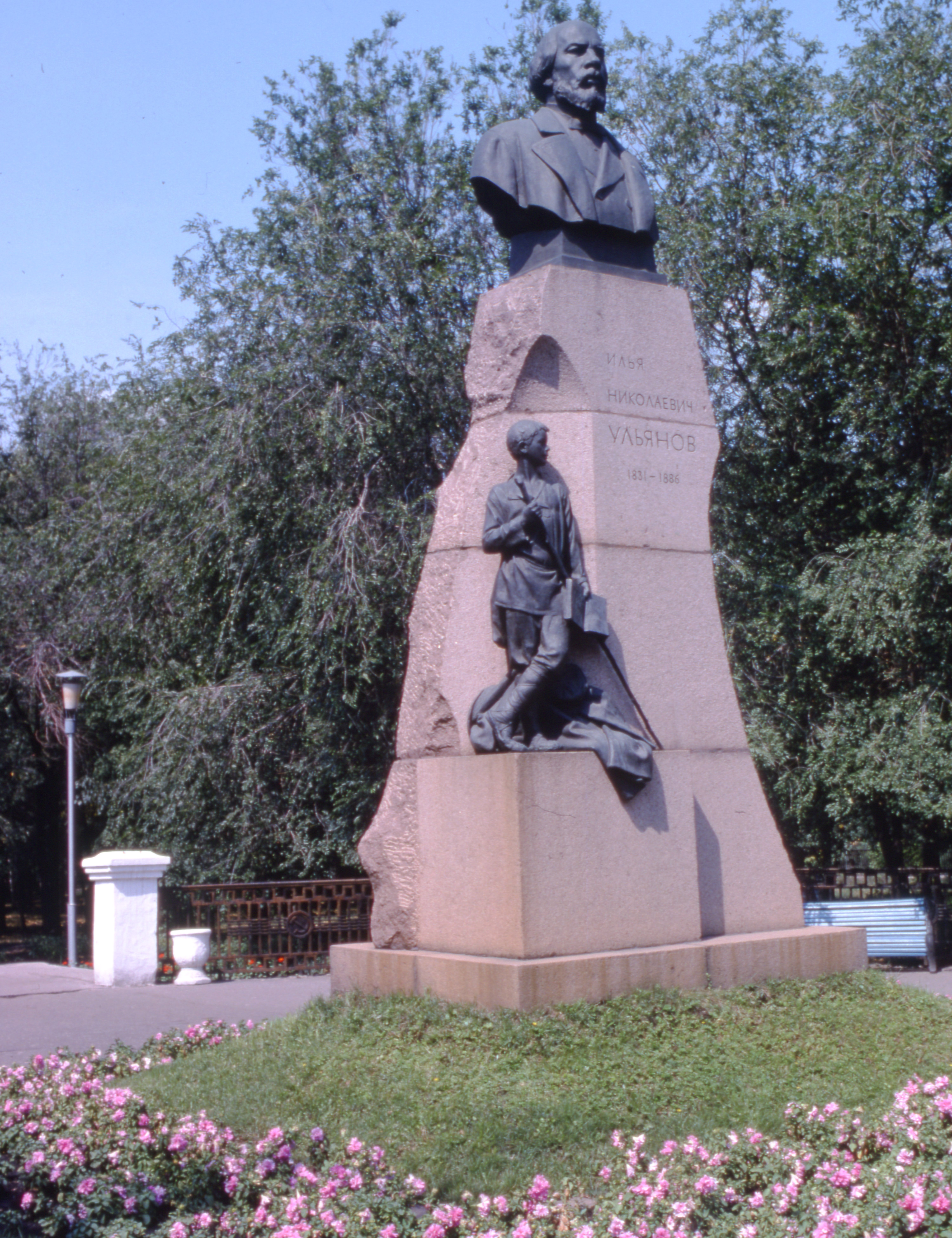
Памятник И. Н. Ульянову, фото Хаммонда Томаса Тейлора, 1975 г. (с целой палкой-посохом).
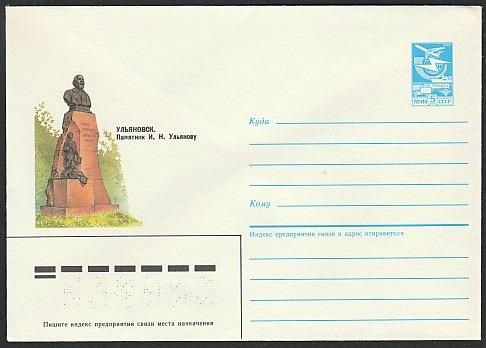
ХМК СССР, 1986. Ульяновск. Памятник И. Н. Ульянову.
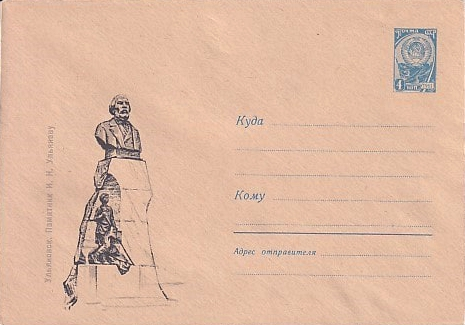
ХМК СССР, 1965. Ульяновск. Памятник И. Н. Ульянову.
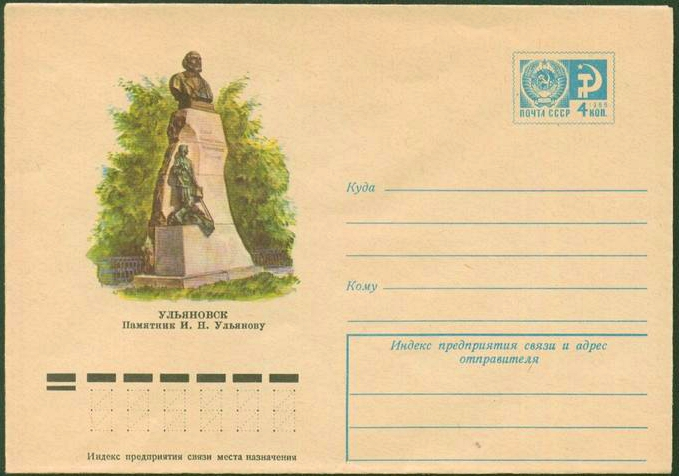
ХМК СССР, 1974. Ульяновск. Памятник И. Н. Ульянову.